# Grande Prémio Internacional Beiras e Serra da Estrela de 2019
A 4.ª edição do Grande Prémio Internacional Beiras e Serra da Estrela (oficialmente: GP Beiras e Serra da Estrela) foi uma corrida de ciclismo de estrada por etapas que se celebrou entre a 12 e a 14 de abril de 2019 com início na cidade de Vilar Formoso e final na cidade de Covilhã em Portugal. O percurso consta de um total de 3 etapas sobre uma distância total de 530,5 km.
A corrida fez parte do circuito UCI Europe Tour de 2019 dentro da categoria 2.1. O vencedor final foi o colombiano Edwin Ávila do Israel Cycling Academy seguido do espanhol Vicente García de Mateos do Ludofoods-Louletano-Aviludo e o português Jóni Brandão da Efapel.

## Equipas participantes
Tomaram a partida um total de 17 equipas, dos quais 3 são de categoria Profissional Continental e 14 Continental, quem conformaram um pelotão de 113 ciclistas dos quais terminaram 84. As equipas participantes foram:
| Equipes profissionais Continentais (3)- W52-FC Porto - Israel Cycling Academy - Rally UHC Cycling Equipes Continentais (14)- Lokosphinx - RP-Boavista - Efapel - Sporting-Tavira - Vito-Feirense-BlackJack - Ludofoods Louletano Aviludo - LA Alumínios-Metalusa - Miranda-Mortágua - UD Oliveirense/InOutbuild - Massi Vivo-Grupo Oresy - Amore & Vita-Prodir - VIB Sports - EvoPro Racing - Monkey Town-à Bloc CT |
| |

## Etapas
| Etapa | Data    | Percurso                    | type            | Distância (km) | Vencedor      | Líder geral   |
| ----- | ------- | --------------------------- | --------------- | -------------- | ------------- | ------------- |
| 1     | 12 abr. | Vilar Formoso – Pinhel      | etapa escarpada | 155,6          | Edwin Ávila   | Edwin Ávila   |
| 2     | 13 abr. | Manteigas – Fundão          | etapa escarpada | 197,5          | Daniel Mestre | Daniel Mestre |
| 3     | 14 abr. | Celorico da Beira – Covilhã | média montanha  | 177,4          | Jóni Brandão  | Edwin Ávila   |

## Desenvolvimento da corrida

### 1.ª etapa
| Vilar Formoso - Pinhel | etapa escarpada | (155,6 km) |

| \| Classificação por etapas \| Classificação por etapas \| Classificação por etapas \| Classificação por etapas \| Classificação por etapas \| \| Ciclista \| Ciclista \| Equipe \| Tempo \| \| \| ------------------------ \| ------------------------ \| ------------------------ \| ------------------------ \| ------------------------ \| \| 1. \| Edwin Ávila \| Israel Cycling Academy \| 3h51m38s \| \| \| 2. \| Francisco Campos \| W52-FC Porto \| + 0s \| \| \| 3. \| Daniel Mestre \| W52-FC Porto \| + 0s \| \| \| 4. \| Marco Tizza \| Amore & Vita-Prodir \| + 0s \| \| \| 5. \| Vicente García de Mateos \| Aviludo-Louletano \| + 0s \| \| \| 6. \| David Rodrigues \| Rádio Popular-Boavista \| + 0s \| \| \| 7. \| Alex Molenaar \| Monkey Town-À Bloc CT \| + 0s \| \| \| 8. \| Jóni Brandão \| Efapel \| + 0s \| \| \| 9. \| Adam de Vos \| Rally UHC Cycling \| + 0s \| \| \| 10. \| Frederico Figueiredo \| Sporting-Tavira \| + 0s \| \| |                          |                        |          |
| |                          |                        |          |
| Fonte: ProCyclingStats |                          |                        |          |
| Classificação por etapas |                          |                        |          |
| Ciclista | Ciclista                 | Equipe                 | Tempo    |
| 1. | Edwin Ávila              | Israel Cycling Academy | 3h51m38s |
| 2. | Francisco Campos         | W52-FC Porto           | + 0s     |
| 3. | Daniel Mestre            | W52-FC Porto           | + 0s     |
| 4. | Marco Tizza              | Amore & Vita-Prodir    | + 0s     |
| 5. | Vicente García de Mateos | Aviludo-Louletano      | + 0s     |
| 6. | David Rodrigues          | Rádio Popular-Boavista | + 0s     |
| 7. | Alex Molenaar            | Monkey Town-À Bloc CT  | + 0s     |
| 8. | Jóni Brandão             | Efapel                 | + 0s     |
| 9. | Adam de Vos              | Rally UHC Cycling      | + 0s     |
| 10. | Frederico Figueiredo     | Sporting-Tavira        | + 0s     |

| \| Classificação geral \| Classificação geral \| Classificação geral \| Classificação geral \| Classificação geral \| \| Ciclista \| Ciclista \| Equipe \| Tempo \| \| \| ------------------- \| ------------------------ \| ---------------------- \| ------------------- \| ------------------- \| \| 1. \| Edwin Ávila \| Israel Cycling Academy \| 3h51m28s \| \| \| 2. \| Daniel Mestre \| W52-FC Porto \| + 3s \| \| \| 3. \| Francisco Campos \| W52-FC Porto \| + 4s \| \| \| 4. \| Óscar Pelegrí \| Vito-Feirense-Pnb \| + 8s \| \| \| 5. \| Anass Aït El Abdia \| VIB Sports \| + 8s \| \| \| 6. \| Vicente García de Mateos \| Aviludo-Louletano \| + 9s \| \| \| 7. \| Marco Tizza \| Amore & Vita-Prodir \| + 10s \| \| \| 8. \| David Rodrigues \| Rádio Popular-Boavista \| + 10s \| \| \| 9. \| Alex Molenaar \| Monkey Town-À Bloc CT \| + 10s \| \| \| 10. \| Jóni Brandão \| Efapel \| + 10s \| \| |                          |                        |          |
| |                          |                        |          |
| Fonte: ProCyclingStats |                          |                        |          |
| Classificação geral |                          |                        |          |
| Ciclista | Ciclista                 | Equipe                 | Tempo    |
| 1. | Edwin Ávila              | Israel Cycling Academy | 3h51m28s |
| 2. | Daniel Mestre            | W52-FC Porto           | + 3s     |
| 3. | Francisco Campos         | W52-FC Porto           | + 4s     |
| 4. | Óscar Pelegrí            | Vito-Feirense-Pnb      | + 8s     |
| 5. | Anass Aït El Abdia       | VIB Sports             | + 8s     |
| 6. | Vicente García de Mateos | Aviludo-Louletano      | + 9s     |
| 7. | Marco Tizza              | Amore & Vita-Prodir    | + 10s    |
| 8. | David Rodrigues          | Rádio Popular-Boavista | + 10s    |
| 9. | Alex Molenaar            | Monkey Town-À Bloc CT  | + 10s    |
| 10. | Jóni Brandão             | Efapel                 | + 10s    |

### 2.ª etapa
| Manteigas - Fundão | etapa escarpada | (197,5 km) |

| \| Classificação por etapas \| Classificação por etapas \| Classificação por etapas \| Classificação por etapas \| Classificação por etapas \| \| Ciclista \| Ciclista \| Equipe \| Tempo \| \| \| ------------------------ \| ------------------------ \| ------------------------ \| ------------------------ \| ------------------------ \| \| 1. \| Daniel Mestre \| W52-FC Porto \| 4h58m47s \| \| \| 2. \| Vicente García de Mateos \| Aviludo-Louletano \| + 0s \| \| \| 3. \| Edwin Ávila \| Israel Cycling Academy \| + 0s \| \| \| 4. \| Óscar Pelegrí \| Vito-Feirense-Pnb \| + 0s \| \| \| 5. \| Antonio Santoro \| Monkey Town-À Bloc CT \| + 0s \| \| \| 6. \| Marco Tizza \| Amore & Vita-Prodir \| + 0s \| \| \| 7. \| Awet Ghebremedhn \| Israel Cycling Academy \| + 0s \| \| \| 8. \| Ryan Anderson \| Rally UHC Cycling \| + 0s \| \| \| 9. \| Maarten de Jonge \| Monkey Town-À Bloc CT \| + 0s \| \| \| 10. \| Venceslau Fernandes \| \| + 0s \| \| |                          |                        |          |
| |                          |                        |          |
| Fonte: ProCyclingStats |                          |                        |          |
| Classificação por etapas |                          |                        |          |
| Ciclista | Ciclista                 | Equipe                 | Tempo    |
| 1. | Daniel Mestre            | W52-FC Porto           | 4h58m47s |
| 2. | Vicente García de Mateos | Aviludo-Louletano      | + 0s     |
| 3. | Edwin Ávila              | Israel Cycling Academy | + 0s     |
| 4. | Óscar Pelegrí            | Vito-Feirense-Pnb      | + 0s     |
| 5. | Antonio Santoro          | Monkey Town-À Bloc CT  | + 0s     |
| 6. | Marco Tizza              | Amore & Vita-Prodir    | + 0s     |
| 7. | Awet Ghebremedhn         | Israel Cycling Academy | + 0s     |
| 8. | Ryan Anderson            | Rally UHC Cycling      | + 0s     |
| 9. | Maarten de Jonge         | Monkey Town-À Bloc CT  | + 0s     |
| 10. | Venceslau Fernandes      |                        | + 0s     |

| \| Classificação geral \| Classificação geral \| Classificação geral \| Classificação geral \| Classificação geral \| \| Ciclista \| Ciclista \| Equipe \| Tempo \| \| \| ------------------- \| ------------------------ \| ---------------------- \| ------------------- \| ------------------- \| \| 1. \| Daniel Mestre \| W52-FC Porto \| 8h50m07s \| \| \| 2. \| Edwin Ávila \| Israel Cycling Academy \| + 4s \| \| \| 3. \| Vicente García de Mateos \| Aviludo-Louletano \| + 8s \| \| \| 4. \| Francisco Campos \| W52-FC Porto \| + 12s \| \| \| 5. \| Henrique Casimiro \| Efapel \| + 15s \| \| \| 6. \| Óscar Pelegrí \| Vito-Feirense-Pnb \| + 16s \| \| \| 7. \| Jóni Brandão \| Efapel \| + 16s \| \| \| 8. \| Frederico Figueiredo \| Sporting-Tavira \| + 17s \| \| \| 9. \| Marco Tizza \| Amore & Vita-Prodir \| + 18s \| \| \| 10. \| Awet Ghebremedhn \| Israel Cycling Academy \| + 18s \| \| |                          |                        |          |
| |                          |                        |          |
| Fonte: ProCyclingStats |                          |                        |          |
| Classificação geral |                          |                        |          |
| Ciclista | Ciclista                 | Equipe                 | Tempo    |
| 1. | Daniel Mestre            | W52-FC Porto           | 8h50m07s |
| 2. | Edwin Ávila              | Israel Cycling Academy | + 4s     |
| 3. | Vicente García de Mateos | Aviludo-Louletano      | + 8s     |
| 4. | Francisco Campos         | W52-FC Porto           | + 12s    |
| 5. | Henrique Casimiro        | Efapel                 | + 15s    |
| 6. | Óscar Pelegrí            | Vito-Feirense-Pnb      | + 16s    |
| 7. | Jóni Brandão             | Efapel                 | + 16s    |
| 8. | Frederico Figueiredo     | Sporting-Tavira        | + 17s    |
| 9. | Marco Tizza              | Amore & Vita-Prodir    | + 18s    |
| 10. | Awet Ghebremedhn         | Israel Cycling Academy | + 18s    |

### 3.ª etapa
| Celorico da Beira - Covilhã | média montanha | (177,4 km) |

| \| Classificação por etapas \| Classificação por etapas \| Classificação por etapas \| Classificação por etapas \| Classificação por etapas \| \| Ciclista \| Ciclista \| Equipe \| Tempo \| \| \| ------------------------ \| ------------------------ \| ------------------------ \| ------------------------ \| ------------------------ \| \| 1. \| Jóni Brandão \| Efapel \| 4h51m32s \| \| \| 2. \| Vicente García de Mateos \| Aviludo-Louletano \| + 2s \| \| \| 3. \| Edwin Ávila \| Israel Cycling Academy \| + 2s \| \| \| 4. \| Danilo Celano \| Amore & Vita-Prodir \| + 5s \| \| \| 5. \| Marco Tizza \| Amore & Vita-Prodir \| + 5s \| \| \| 6. \| David Rodrigues \| Rádio Popular-Boavista \| + 5s \| \| \| 7. \| Frederico Figueiredo \| Sporting-Tavira \| + 5s \| \| \| 8. \| Gavin Mannion \| Rally UHC Cycling \| + 5s \| \| \| 9. \| Guy Niv \| Israel Cycling Academy \| + 5s \| \| \| 10. \| Antonio Santoro \| Monkey Town-À Bloc CT \| + 5s \| \| |                          |                        |          |
| |                          |                        |          |
| Fonte: ProCyclingStats |                          |                        |          |
| Classificação por etapas |                          |                        |          |
| Ciclista | Ciclista                 | Equipe                 | Tempo    |
| 1. | Jóni Brandão             | Efapel                 | 4h51m32s |
| 2. | Vicente García de Mateos | Aviludo-Louletano      | + 2s     |
| 3. | Edwin Ávila              | Israel Cycling Academy | + 2s     |
| 4. | Danilo Celano            | Amore & Vita-Prodir    | + 5s     |
| 5. | Marco Tizza              | Amore & Vita-Prodir    | + 5s     |
| 6. | David Rodrigues          | Rádio Popular-Boavista | + 5s     |
| 7. | Frederico Figueiredo     | Sporting-Tavira        | + 5s     |
| 8. | Gavin Mannion            | Rally UHC Cycling      | + 5s     |
| 9. | Guy Niv                  | Israel Cycling Academy | + 5s     |
| 10. | Antonio Santoro          | Monkey Town-À Bloc CT  | + 5s     |

## Classificações finais
As classificações finalizaram da seguinte forma:

### Classificação geral
| \| Classificação geral \| Classificação geral \| Classificação geral \| Classificação geral \| Classificação geral \| \| Ciclista \| Ciclista \| Equipe \| Tempo \| \| \| ------------------- \| ------------------------ \| ---------------------- \| ------------------- \| ------------------- \| \| 1. \| Edwin Ávila \| Israel Cycling Academy \| 13h41m41s \| \| \| 2. \| Vicente García de Mateos \| Aviludo-Louletano \| + 2s \| \| \| 3. \| Jóni Brandão \| Efapel \| + 4s \| \| \| 4. \| Marco Tizza \| Amore & Vita-Prodir \| + 18s \| \| \| 5. \| Frederico Figueiredo \| Sporting-Tavira \| + 20s \| \| \| 6. \| David Rodrigues \| Rádio Popular-Boavista \| + 21s \| \| \| 7. \| Guy Niv \| Israel Cycling Academy \| + 21s \| \| \| 8. \| Gavin Mannion \| Rally UHC Cycling \| + 21s \| \| \| 9. \| Henrique Casimiro \| Efapel \| + 22s \| \| \| 10. \| Alexander Vdovin \| Lokosphinx \| + 24s \| \| |                          |                        |           |
| |                          |                        |           |
| Fonte: ProCyclingStats |                          |                        |           |
| Classificação geral |                          |                        |           |
| Ciclista | Ciclista                 | Equipe                 | Tempo     |
| 1. | Edwin Ávila              | Israel Cycling Academy | 13h41m41s |
| 2. | Vicente García de Mateos | Aviludo-Louletano      | + 2s      |
| 3. | Jóni Brandão             | Efapel                 | + 4s      |
| 4. | Marco Tizza              | Amore & Vita-Prodir    | + 18s     |
| 5. | Frederico Figueiredo     | Sporting-Tavira        | + 20s     |
| 6. | David Rodrigues          | Rádio Popular-Boavista | + 21s     |
| 7. | Guy Niv                  | Israel Cycling Academy | + 21s     |
| 8. | Gavin Mannion            | Rally UHC Cycling      | + 21s     |
| 9. | Henrique Casimiro        | Efapel                 | + 22s     |
| 10. | Alexander Vdovin         | Lokosphinx             | + 24s     |

### Classificação da montanha
| Classificação da montanha | Classificação da montanha | Classificação da montanha    | Classificação da montanha | Classificação da montanha |
| Ciclista                  | Ciclista                  | Equipe                       | Pontos                    |                           |
| ------------------------- | ------------------------- | ---------------------------- | ------------------------- | ------------------------- |
| 1.                        | Henrique Casimiro         | Efapel                       | 29 pts                    |                           |
| 2.                        | Frederico Figueiredo      | Sporting-Tavira              | 25 pts                    |                           |
| 3.                        | Jóni Brandão              | Efapel                       | 13 pts                    |                           |
| 4.                        | Luke Mudgway              | EvoPro Racing                | 12 pts                    |                           |
| 5.                        | Danilo Celano             | Amore & Vita-Prodir          | 12 pts                    |                           |
| 6.                        | Nikolay Mihaylov          | Efapel                       | 10 pts                    |                           |
| 7.                        | Anass Aït El Abdia        | VIB Sports                   | 8 pts                     |                           |
| 8.                        | Josu Zabala               | União Desportiva Oliveirense | 6 pts                     |                           |
| 9.                        | Luís Felipe Fernandes     | Aviludo-Louletano            | 6 pts                     |                           |
| 10.                       | David Rodrigues           | Rádio Popular-Boavista       | 5 pts                     |                           |

### Classificação dos jovens
| Classificação dos jovens | Classificação dos jovens | Classificação dos jovens     | Classificação dos jovens | Classificação dos jovens |
| Ciclista                 | Ciclista                 | Equipe                       | Tempo                    |                          |
| ------------------------ | ------------------------ | ---------------------------- | ------------------------ | ------------------------ |
| 1.                       | Alex Molenaar            | Monkey Town-À Bloc CT        | 13h42m15s                |                          |
| 2.                       | Pedro Miguel Lopes       | UD Oliveirense-InOutBuild    | + 7m29s                  |                          |
| 3.                       | João Barbosa             | Vito-Feirense-Pnb            | + 7m58s                  |                          |
| 4.                       | Savva Novikov            | Lokosphinx                   | + 16m11s                 |                          |
| 5.                       | Francisco Campos         | W52-FC Porto                 | + 18m48s                 |                          |
| 6.                       | Afonso Silva             | Rádio Popular-Boavista       | + 26m30s                 |                          |
| 7.                       | Hélder Gonçalves         | União Desportiva Oliveirense | + 31m20s                 |                          |
| 8.                       | Emanuel Duarte           | LA Aluminios                 | + 35m01s                 |                          |
| 9.                       | Jorge Magalhães          | W52-FC Porto                 | + 37m41s                 |                          |
| 10.                      | Arseny Nikiforov         | Lokosphinx                   | + 38m00s                 |                          |

### Classificação por equipas
| Classificação por equipes | Classificação por equipes   | Classificação por equipes | Classificação por equipes |
| Equipe                    | Equipe                      | Tempo                     |                           |
| ------------------------- | --------------------------- | ------------------------- | ------------------------- |
| 1.                        | Israel Cycling Academy      | 41h06m09s                 |                           |
| 2.                        | RP-Boavista                 | + 21s                     |                           |
| 3.                        | Efapel                      | + 27s                     |                           |
| 4.                        | Monkey Town-à Bloc CT       | + 33s                     |                           |
| 5.                        | Sporting-Tavira             | + 1m21s                   |                           |
| 6.                        | Ludofoods Louletano Aviludo | + 4m02s                   |                           |
| 7.                        | Amore & Vita-Prodir         | + 8m12s                   |                           |
| 8.                        | Rally UHC Cycling           | + 9m37s                   |                           |
| 9.                        | W52-FC Porto                | + 11m17s                  |                           |
| 10.                       | UD Oliveirense/InOutbuild   | + 19m26s                  |                           |

## Evolução das classificações
| Etapa                 | Vencedor              | Classificação geral | Classificação da montanha | Classificação dos jovens | Classificação por equipas |
| --------------------- | --------------------- | ------------------- | ------------------------- | ------------------------ | ------------------------- |
| 1.ª                   | Edwin Ávila           | Edwin Ávila         | Luke Mudgway              | Francisco Brito Campos   | W52-FC Porto              |
| 2.ª                   | Daniel Mestre         | Daniel Mestre       | Henrique Casimiro         | Francisco Brito Campos   | Israel Cycling Academy    |
| 3.ª                   | Jóni Brandão          | Edwin Ávila         | Henrique Casimiro         | Alex Molenaar            | Israel Cycling Academy    |
| Classificações finais | Classificações finais | Edwin Ávila         | Henrique Casimiro         | Alex Molenaar            | Israel Cycling Academy    |

## UCI World Ranking
O Grande Prêmio Internacional de Fronteiras e a Serra da Estrela outorgou pontos para o UCI World Ranking para corredores das equipas nas categorias UCI WorldTeam, Profissional Continental e Equipas Continentais. As seguintes tabelas mostram o barómetro de pontuação e os 10 corredores que obtiveram mais pontos:
| Posição             | 1.º | 2.º | 3.º | 4.º | 5.º | 6.º | 7.º | 8.º | 9.º | 10.º | 11.º | 12.º | 13.º-15.º | 16.º-25.º |
| Classificação geral | 125 | 85  | 70  | 60  | 50  | 40  | 35  | 30  | 25  | 20   | 15   | 10   | 5         | 3         |
| Por etapa           | 14  | 5   | 3   |     |     |     |     |     |     |      |      |      |           |           |
| Líder               | 3   |     |     |     |     |     |     |     |     |      |      |      |           |           |

| Classificação |                          |                             |       |       |       |       |
| Posição       | Ciclista                 | Equipa                      | Geral | Etapa | Líder | Total |
| ------------- | ------------------------ | --------------------------- | ----- | ----- | ----- | ----- |
| 1.º           | Edwin Ávila              | Israel Cycling Academy      | 125   | 20    | 3     | 148   |
| 2.º           | Vicente García de Mateos | Ludofoods-Louletano-Aviludo | 85    | 10    | -     | 95    |
| 3.º           | Jóni Brandão             | Efapel                      | 70    | 14    | -     | 84    |
| 4.º           | Marco Tizza              | Amore & Vita-Prodir         | 60    | -     | -     | 60    |
| 5.º           | Frederico Figueiredo     | Sporting-Tavira             | 50    | -     | -     | 50    |
| 6.º           | David Rodrigues          | RP-Boavista                 | 40    | -     | -     | 40    |
| 7.º           | Guy Niv                  | Israel Cycling Academy      | 35    | -     | -     | 35    |
| 8.º           | Gavin Mannion            | Rally UHC                   | 30    | -     | -     | 30    |
| 9.º           | Henrique Casimiro        | Efapel                      | 25    | -     | -     | 25    |
| 10.º          | Alexander Vdovin         | Lokosphinx                  | 20    | -     | -     | 20    |